# Собор Сибирских святых
Собор Сибирских святых — праздник в честь святых православных подвижников Сибири. Празднование Собору Сибирских святых в Русской православной церкви совершается 10 июня по юлианскому календарю в день памяти святителя Иоанна, митрополита Тобольского и всей Сибири чудотворца.

## Установление празднования
В 1983 года епископ Омский и Тюменский Максим (Кроха) подал рапорт Патриарху Пимену с просьбой учредить день празднования Собора Сибирских святых. 1 октября 1983 года Патриарх наложил резолюцию: «Согласен. Да благословит Господь сие начинание». Благословение, однако, относилось к учреждению дня празднования Собора, а не к именам из списка, составленного келейницей епископа Максима монахиней Евгенией (Волощук), куда она внесла, надо полагать по неведению, множество имен неканонизованных усопших. В 1985 года редакция Издательства Московской Патриархии, работая с этим списком имен, охарактеризовала его как не готовившийся к публикации в календаре, по которому работа по его проверке и уточнению не проводилась.
Первое богослужебное празднование было совершено в 1984 году в Покровском храме Тобольска. В канун праздника на малой вечерне епископ Омский и Тюменский Максим (Кроха) у раки с мощами святителя Иоанна Тобольского прочёл акафист святому и освятил икону Собора Сибирских святых, написанную иконописцами мастерской Московской Патриархии.

## Список святых
В состав Собора Сибирских святых включены следующие святые:
- митрополит Филарет (Амфитеатров), Киевский (в схиме Феодосий);
- архимандрит Синесий (Иванов), сподвижник святителя Софрония, епископа Иркутского;
- святитель Софроний (Кристалевский), епископ Иркутский;
- святитель Димитрий (Туптало), митрополит Ростовский;
- святитель Иоанн (Максимович), митрополит Тобольский и всея Сибири чудотворец;
- святитель Иннокентий (Вениаминов), митрополит Московский;
- святитель Павел (Конюскевич), митрополит Тобольский;
- святитель Иннокентий (Кульчицкий), епископ Иркутский;
- святитель Филофей (Лещинский) (в схиме Феодор), митрополит Тобольский;
- святитель Симеон (Молюков), митрополит Смоленский;
- святитель Нектарий (Теляшин), архиепископ Тобольский;
- архимандрит Арефа Верхотурский;
- праведный Симеон Верхотурский;
- святитель Мелетий (Леонтович), архиепископ Харьковский;
- преподобный Герман Аляскинский;
- святой мученик Василий Мангазейский;
- святитель Варлаам (Петров), архиепископ Тобольский и Сибирский;
- митрополит Антоний (Стаховский), Тобольский и Сибирский;
- блаженный Косма Верхотурский, Христа ради юродивый;
- Андрей, игумен Рафаиловский, Тобольский;
- преподобный святитель Герасим, епископ Астраханский;
- святитель Мелетий (Якимов), епископ Рязанский и Зарайский;
- архимандрит Макарий, миссионер Алтайской духовной миссии;
- праведный Стефан Омский;
- преподобный Мисаил Абалацкий, иеромонах Абалацкого монастыря;
- блаженный Иоанн Верхотурский, Христа ради юродивый;
- блаженная Домна, старица Томская;
- праведный Даниил Ачинский;
- праведный отрок Пётр Томский;
- праведный Феодор Кузьмич Томский;
- преподобный Варлаам Чикойский, пустынник Чикойский;
- преподобный Василиск, пустынник Сибирский;
- преподобный Далмат Исетский.